# Trasimenské jezero
Trasimenské jezero (italsky Lago Trasimeno) je svou rozlohou 128 km² a průměrem 54 km největším jezerem na Apeninském poloostrově a čtvrtým největším v Itálii. Leží v regionu Umbrie severozápadně od Perugie v nadmořské výšce 259 m a je 7 m hluboké. Jedná se o zbytek velkého postpliocénního jezera.

## Pobřeží
Jezero má okrouhlý tvar a je obklopeno kopci, dosahujícími nadmořské výšky kolem 500 až 600 metrů. Břehy jsou převážně nízké, bažinaté.

## Ostrovy
Největším ostrovem je Isola Polvese, na němž se nachází stejnojmenný hrad a ruiny kláštera San Secondo. Ostrov má lodní spojení s městem San Feliciano. Zvláštní kouzlo má ostrov Isola Maggiore, který je s okolními místy na pobřeží jezera Tuoro sul Trasimeno, Passignano sul Trasimeno a Castiglione del Lago spojen pravidelným dopravním spojením. Nejmenším ostrovem je Isola Minore.

## Vodní režim
Jezero má jen velmi malý vodní pohyb. V létě často vysychá a nemá žádný přirozený odtok. Poměrně řídce osídlené pobřeží je zčásti porostlé rákosím. V historii bylo více pokusů silně kolísavý vodní stav usměrnit. Již v antice postavili Římané u San Savina podzemní odvodňovací kanál (cava). Roku 1421 nechal Braccio Fortebracci obnovit průtok, ale ten byl pak v průběhu let zanášen pískem, přestože ho papežové později několikrát nechali obnovit. O jezeru se opět diskutovalo v rámci boje proti malárii a při získávání nové orné půdy. V roce 1898 začal jezero chránit před povodněmi odvodňovací kanál do Cainy a dále do Tibery. Malý vodní stav ve spojení se silným hnojením zvláště v létě přispívá k silnému zanášení řasami.

## Využití
Jezero je oblíbeným místem rekreace pro obyvatele Umbrie. U jezera je mnoho koupališť a velká nabídka míst ke kempování, prázdninovým pobytům, strávení volného času a sportovnímu vyžití všeho druhu.

## Fauna
V jeho vodách žije 18 druhů ryb. Ve vesnicích na východním a jižním břehu je rybolov ještě stále důležitá živnost.

## Historie
Historického významu dosáhlo jezero díky bitvě u Trasimenského jezera – 21. června 217 př. n. l. Hannibal zde u Sanguineta porazil ve druhé punské válce nepřátelskou římskou armádu (asi 25 000 mužů) po vedením Gaia Flaminia.